# Liste der Monuments historiques in Beauvoir (Seine-et-Marne)
Die Liste der Monuments historiques in Beauvoir (Seine-et-Marne) führt die Monuments historiques in der französischen Gemeinde Beauvoir auf.

## Liste der Objekte
Zum Verständnis siehe: Kirchenausstattung
| Bezeichnung                                 | Beschreibung | Standort                        | Kennzeichnung | Schutzstatus | Datum | Bild |
| ------------------------------------------- | --- | ------------------------------- | ------------- | ------------ | ----- | ---- |
| Beichtstuhl                                 | Holz, 18. Jahrhundert | in der Kirche Notre-Dame (Lage) | PM77004534    | Inscrit      | 1986  |      |
| Skulptur Heiliger Hubertus                  | Stein, 18. Jahrhundert | in der Kirche Notre-Dame (Lage) | PM77000101    | Classé       | 1955  |      |
| Zwei Konsolen                               | Holz, und Marmor, 18. Jahrhundert                                                                                                 | in der Kirche Notre-Dame (Lage) | PM77000100    | Classé       | 1939  |      |
| Flachrelief Mariä Verkündigung              | Gips, 1673 | in der Kirche Notre-Dame (Lage) | PM77000099    | Classé       | 1905  |      |
| Bank der Kirchenpfleger und Wandverkleidung | Holz, 18. Jahrhundert | in der Kirche Notre-Dame (Lage) | PM77004533    | Inscrit      | 1986  |      |
| Hauptaltar                                  | Altar, Retabel und vier Skulpturen: Gekreuzigter Christus, Madonna mit Kind und zwei Engel; Holz, farbig gefasst, 18. Jahrhundert | in der Kirche Notre-Dame (Lage) | PM77002469    | Inscrit      | 1977  |      |